# Tartécourt
Tartécourt ist eine französische Gemeinde im Département Haute-Saône in der Region Bourgogne-Franche-Comté.

## Geographie
Tartécourt liegt auf einer Höhe von 225 m über dem Meeresspiegel, sechs Kilometer ostnordöstlich von Jussey und etwa 28 Kilometer nordwestlich der Stadt Vesoul (Luftlinie). Das Dorf erstreckt sich im nördlichen Teil des Departements, im Tal des Ruisseau de la Sacquelle (auch Ruisseau de la Tuilerie) östlich des Saônetals.
Die Fläche des 2,29 km² großen Gemeindegebiets umfasst einen Abschnitt in der leicht gewellten Landschaft östlich des oberen Saônetals. Von Norden nach Süden wird das Gebiet von der Alluvialniederung des Ruisseau de la Sacquelle durchquert, der für die Entwässerung zur Saône sorgt. Die Talebene liegt durchschnittlich auf 225 m und weist eine Breite von maximal 500 Metern auf. Flankiert wird die Niederung auf beiden Seiten von Hochflächen, im Westen von der Höhe von Bellevue (bis 280 m), im Osten von einem Plateau, das allmählich gegen den Mont aux Pies ansteigt. Mit 299 m wird hier die höchste Erhebung von Tartécourt erreicht. In geologisch-tektonischer Hinsicht besteht das Gelände aus einer Wechsellagerung von sandig-mergeligen und kalkigen Sedimenten, die zur Hauptsache während der Lias (Unterjura) abgelagert wurden. An einigen Orten tritt Muschelkalk aus der Trias zutage. Das Gebiet ist teils bewaldet, teils wird es landwirtschaftlich genutzt.
Nachbargemeinden von Tartécourt sind Magny-lès-Jussey im Norden, Venisey im Osten, Montureux-lès-Baulay im Süden sowie Cendrecourt im Westen.

## Geschichte
Erstmals urkundlich erwähnt wird Tartécourt im Jahr 1225 unter dem Namen Tritecort. Aus späterer Zeit sind die Bezeichnungen Treitecort (1256), Tertecoriat (1430) und Tertecourt (1538) überliefert. Der Ortsname leitet sich vom germanischen Personennamen Trito und dem altfranzösischen Wort cort (Gehöft) ab. Im Mittelalter gehörte das Dorf zur Freigrafschaft Burgund und darin zum Gebiet des Bailliage d’Amont. Die lokale Herrschaft teilten sich das Kloster Cherlieu und die Herren von Montureux-lès-Baulay. Zusammen mit der Franche-Comté gelangte Tartécourt mit dem Frieden von Nimwegen 1678 definitiv an Frankreich. Die Mönche des Klosters Cherlieu richteten hier 1730 einen Hochofen ein, der seinen Betrieb 1781 wieder einstellte.

## Bevölkerung
| Jahr                       | 1962 | 1968 | 1975 | 1982 | 1990 | 1999 | 2006 | 2018 |
| Einwohner                  | 38   | 26   | 22   | 26   | 28   | 25   | 37   | 26   |
| Quellen: Cassini und INSEE |      |      |      |      |      |      |      |      |

Mit 29 Einwohnern (1. Januar 2022) gehört Tartécourt zu den kleinsten Gemeinden des Départements Haute-Saône. Nachdem die Einwohnerzahl in der ersten Hälfte des 20. Jahrhunderts deutlich abgenommen hatte (1886 wurden noch 91 Personen gezählt), wurde in den letzten Jahren wieder ein leichtes Bevölkerungswachstum verzeichnet.

## Sehenswürdigkeiten
Die Kirche Saint-Charles in Tartécourt wurde 1835 erbaut und besitzt einen reich skulptierten Altar (18./19. Jahrhundert) und verschiedene Statuen aus dem 18. Jahrhundert. Am südlichen Ortseingang steht das Lavoir, dessen Dach von fünf Säulen gestützt wird. Es diente einst als Waschhaus und Viehtränke.

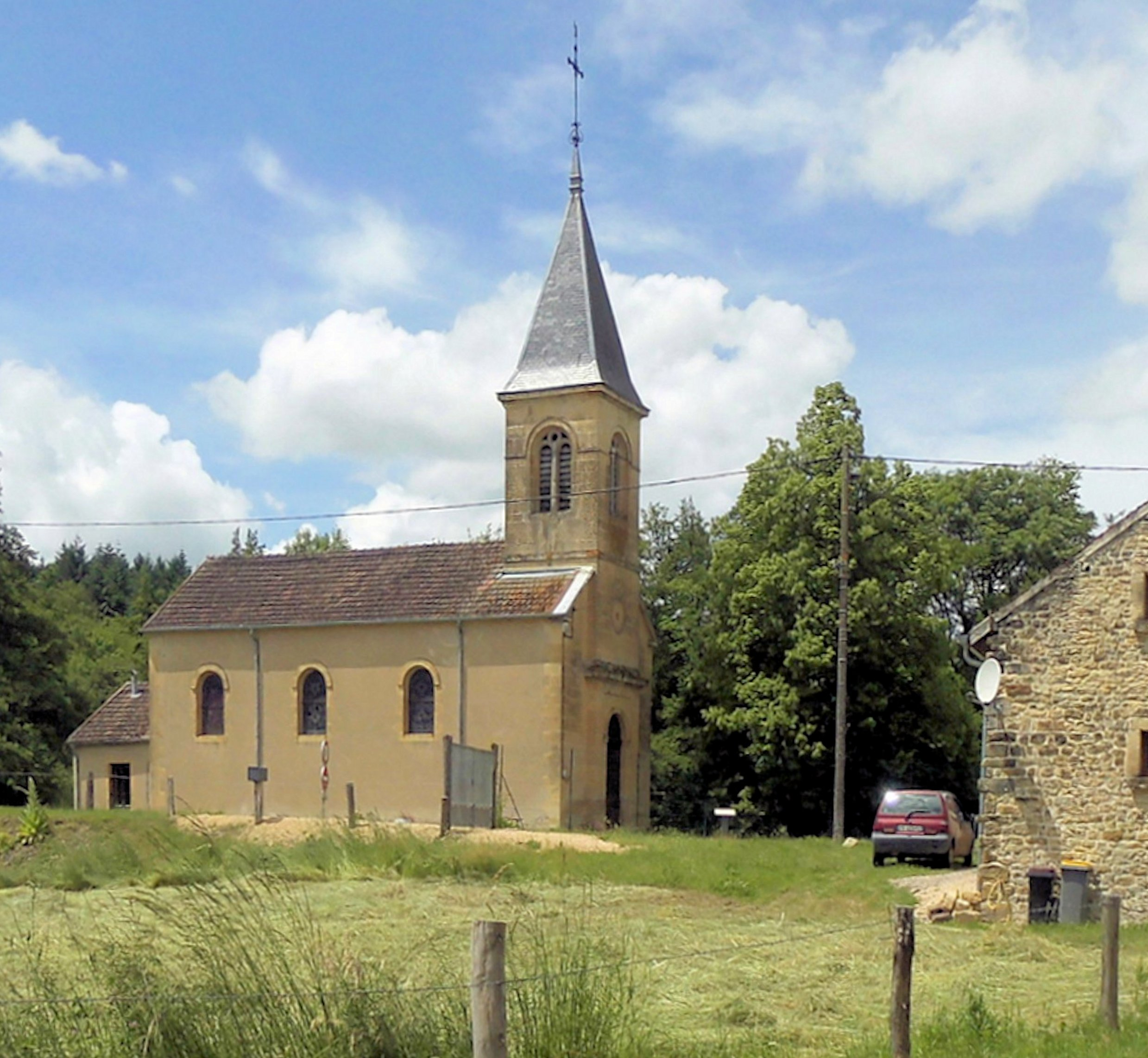
Kirche Saint-Charles
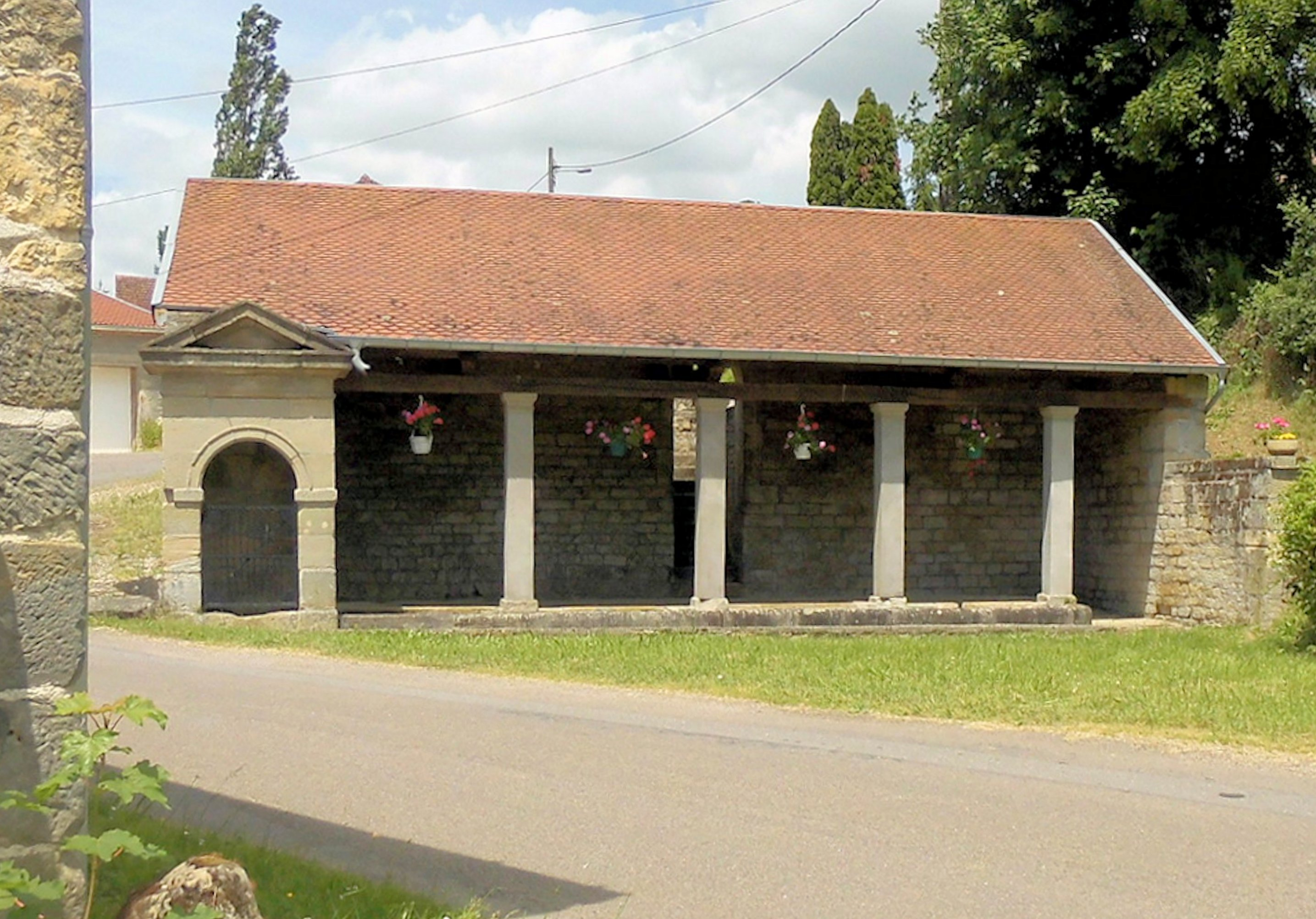
Lavoir

## Wirtschaft und Infrastruktur
Tartécourt ist noch heute ein vorwiegend durch die Landwirtschaft (Ackerbau, Weinbau und Viehzucht) und die Forstwirtschaft geprägtes Dorf. Außerhalb des primären Sektors gibt es nur wenige Arbeitsplätze im Ort. Einige Erwerbstätige sind deshalb Wegpendler, die in den größeren Ortschaften der Umgebung ihrer Arbeit nachgehen.
Der Ort liegt abseits der größeren Durchgangsachsen an einer Departementsstraße, die von Montureux-lès-Baulay nach Magny-lès-Jussey führt. Eine weitere Straßenverbindung besteht mit Cendrecourt.